# 住軽アルミニウム工業
住軽アルミニウム工業は、かつて東京都千代田区に本社、山形県酒田市に工場を置いていた企業。住友軽金属工業（住軽金）の子会社として、アルミニウム製錬と圧延を一貫して手掛けることを目的に設立されたが、オイルショックなどの影響で工場操業開始からわずか5年で会社解散に追い込まれた。

## 概要
昭和30年代中盤まで山形県庄内地方は国内有数の穀倉地帯である庄内平野を抱えることや、戦前から操業していた鉄興社（現：東北東ソー化学）や日本有機酒田工場（現：花王酒田工場）などが立地する大浜臨海工業地帯（酒田港）の発展もあり、県内4地方（村山、置賜、最上、庄内）において住民一人当たりの所得水準は県平均を20%近く上回るなど最も富裕な地域であった。
だが、その後の内陸部農業における畜産や果樹の導入、さらに土地改良事業の進展に加えて、昭和30年代後半から活発になった企業誘致はいずれも村山、置賜地方に集中したため、次第に庄内地方の優位性は崩れ、経済成長は鈍化を余儀なくされた。この状況を憂いた山形県は酒田新港の開発（北港開発）を骨子とする「庄内地区新都市建設計画」構想を策定し、それをたたき台として国の新産業都市選定に名乗りを上げるが、選には漏れてしまう。しかしながら、酒田北港建設と臨海工業地帯の造成は国の港湾整備計画に沿って整備される方針が固まり、1966年3月の中央港湾審議会において正式決定された。そして港湾規模も当初予定を上回る5万トンに格上げして整備を進めることとなり、1970年8月には起工となった。
北港建設が緒に就いた時点で、県は後背工業地の整備促進と造成地に対する企業誘致活動を開始し、1971年9月には当時の安孫子藤吉知事のコネクションを下に交渉を重ねていた住軽金が酒田への進出を表明した。同社は酒田進出を端緒にアルミニウム製錬事業に参入し、アルミニウム圧延と精錬を一貫して手掛けていく方針を定めたもので、同年10月には県と住軽金との間で進出協定が締結された。
しかし住軽金のアルミニウム製錬への参入は住友グループの1業種1社の原則に反することになり、世に酒田戦争と言われるまでグループ内の対立が激化した。「住銀の法皇」と称された堀田庄三が周旋に乗り出すも交渉は暗礁に乗り上げ、最終的には田中角栄通産相に仲裁で和解に至った。和解によって住軽金は住友化学（住化）からアルミニウム製錬への参入を認められたものの、その代わりに新会社には住化のほか住友グループ各社が出資する方途が執られた。
1973年2月21日、精錬事業を手掛ける新会社として住軽アルミニウム工業（住軽アルミ）が設立され、同4月にはアルミニウム製錬に当たって必要となる莫大な電力を安価に住軽アルミへ供給することを目的に、東北電力と住軽アルミの折半出資によって酒田共同火力発電が設立された。
1977年1月、酒田市大字宮海の酒田北港臨海工業地域に竣工した住軽アルミ酒田工場は第1期分、年産9万トンの操業を開始した。しかしそれに先立つ1973年に勃発した第四次中東戦争や、1979年のイラン革命などにより2度にわたって生じたオイルショックの影響で、石油火力発電から供給される電力を大量に使用するアルミニウム製錬は大幅なコスト増に見舞われていた。加えて通産省による「1976年から1977年にかけて国内のアルミ地金は供給不足となる」という想定は大幅な見込み違いとなり、通産大臣の諮問機関である産業構造審議会アルミニウム部会が国内の製錬能力を縮小すべきとの答申を出すなど、アルミニウム製錬を取り巻く環境は激変し構造不況業種に転落してしまった。
1980年11月、創業以来赤字が続く住軽アルミは存続を懸けて精錬コスト削減を図るため、自社内に発電設備を整備する計画を打ち出した。この計画は協議の結果、酒田共同火力が段階的に石炭火力への転換を行い、1985年中に全面転換を完了するとの合意をみた。しかし石炭火力への移行を試みたとしても依然としてアルミ地金は海外相場より割高であったため、住軽アルミの赤字からの脱却は成就されることなく、結局大幅な減産を強いられて以降は全電解炉操業停止に至り、1982年5月31日に会社を解散した。解散に当たって350人の従業員は解雇されず、約100人は酒田工場の鋳造部門を改編して設立された住軽アルミ鋳造に引き継がれた。残りの人員は住軽金が引き取り、名古屋、千葉などの工場に配置転換されることになったが、80人ほどは会社を去っている。